# 伊拉塞馬 (羅賴馬州)
02°10′55″N 61°02′27″W / 2.18194°N 61.04083°W
伊拉塞馬（葡萄牙語：Iracema），是巴西的城鎮，位於該國北部，由羅賴馬州負責管轄，始建於1997年，面積14,119平方公里，海拔高度80米，2014年人口10,043，人口密度每平方公里0.71人。